# مكتب التحقيقات في قضايا فساد كبار المسؤولين
مكتب التحقيقات في قضايا فساد كبار المسؤولين (هانغل: 고위공직자범죄수사처; هانجا: 高位公職者犯罪搜査處; ر.ر: Gowigongjikja beomjoesusacheo) هو وكالة مستقلة تابعة للحكومة الكورية الجنوبية مسؤولة عن مقاضاة مرتكبي الجرائم والتحقيق في الادعاءات التي يتورط فيها «كبار المسؤولين» أو أفراد عائلاتهم المباشرين.
ومن المتوقع أن يقوم رئيس مكتب التحقيقات بمراقبة حوالي 6500 «مسؤول رفيع المستوى» - يشغلون مناصب حالية أو سابقة - وأزواجهم وأطفالهم. ويحدد القانون مناصب كبار المسؤولين الحكوميين والبرلمانيين والمدعين العامين والقضاة والرئيس. ومع ذلك فإن سلطة التحقيق للمكتب تقتصر على القضايا المتعلقة بجرائم معينة حددها القانون، وتترك أنواعًا أخرى من الادعاءات والجرائم - مثل قضية التحرش الجنسي على سبيل المثال  - لمكتب المدعي العام الأعلى للتحقيق والمقاضاة.